# Albedo

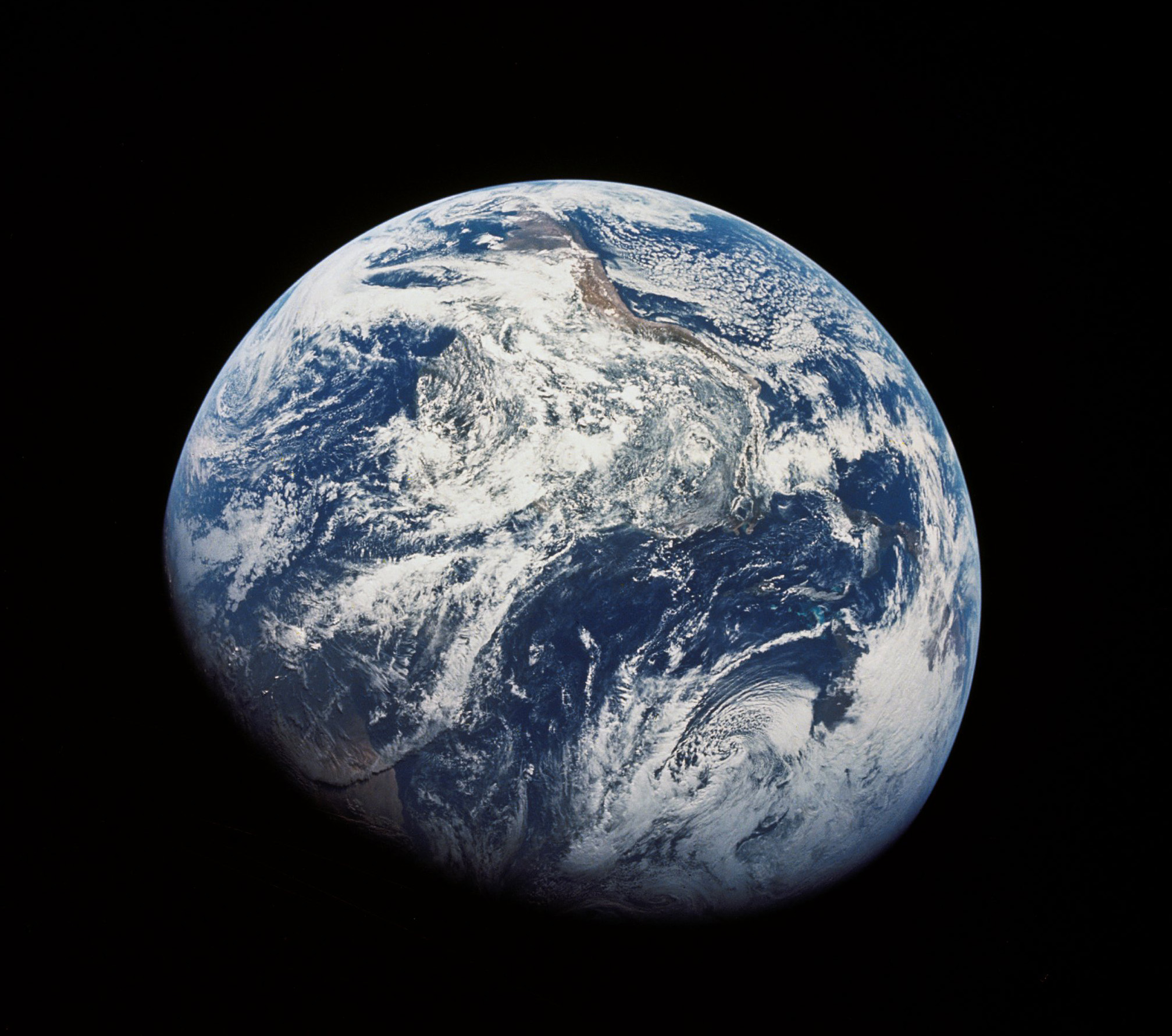
Jordens albedo är i genomsnitt 0,3.

Albedo (latin, ’vithet’, av alba, ’vit’) är ett mått på reflexionsförmåga, eller den andel av en strålning som återkastas av en belyst yta eller en kropp. 1,00 albedo betyder att allt ljus reflekteras och 0,00 albedo betyder att inget ljus reflekteras. Jordens albedo är i genomsnitt 0,3. Albedo har olika innebörder inom olika discipliner. 

## Astronomi
Inom astronomi är albedo förhållandet mellan det ljus som reflekteras och sammanlagt utstrålas i alla riktningar, och den totala ljusmängd som en himlakropp exponeras för. Albedo gäller inte stjärnor eller liknande. En planet som Venus (0,60) har extremt högt albedo till följd av sitt molntäcke, medan en mer stenig himlakropp som månen (0,07), som saknar moln, har lägre värde.
| Himlakropp | albedo    |
| ---------- | --------- |
| Venus      | 0,58–0,76 |
| Jupiter    | 0,52      |
| Månen      | 0,07–0,12 |

## Meteorologi

Andel reflekterat solljus i förhållande till jordens olika ytförhållanden.

Inom meteorologi är albedo förhållandet mellan mot jorden infallande solenergi och den del av solstrålningen som vid marken eller molnen studsar tillbaka mot rymden. Detta har stor betydelse för värmebalansen och beaktas då väderprognoser görs. Albedon kan ändras dramatiskt på bara några timmar, då till exempel marken torkar efter en regnskur, löven rasar från träd på hösten, samt vid stark vind. Väderpåverkan blir därefter. Saken kompliceras av att reflektionen ofta inte sker direkt vid ytan, utan först gradvis efter en viss inträngning i mediet. Därvid sker en successiv absorption både när strålningen faller in på djupet i mediet, och även under returvägen.
Vid snett infall mot en vattenyta ändras albedon språngvis, då Brewstervinkeln passeras.
| Material                      | albedo    |
| ----------------------------- | --------- |
| Jord                          | 0,05–0,40 |
| Gräs                          | 0,16–0,26 |
| Lövskog                       | 0,15–0,20 |
| Vattendrag (mitt på dagen)    | 0,03–0,10 |
| Vattendrag (morgon och kväll) | 0,10–1,00 |
| Snö                           | 0,40–0,95 |
| Is                            | 0,20–0,45 |

## Kärnfysik
Inom kärnfysik är albedo sannolikheten att en neutron som passerat en viss yta återvänder och passerar ytan en gång till.[källa behövs]

## Alkemi
Inom pseudovetenskapen alkemi är albedo den vita fasen som föder dualitet och en ökad självinsikt.[källa behövs] Fasen kännetecknas av förpuppning, transformation och stiltje.[källa behövs] Den följer nigredofasen (kaos och krig), och åtföljs av rubedofasen (fullbordan).[källa behövs] Olika alkemiska system har dock olika många faser, och det förekommer mellanfaser i vissa system.[källa behövs]

## Miljöfrågor
Begreppet används ofta inom klimatforskningen. Under 2018–2019 populariserades begreppet av Greta Thunberg.